# 日本電視台大廈
日本電視台大廈（日语：／ Nihon terebi tawā */?；又譯日本電視塔）是位於日本東京都港區東新橋的摩天大樓，也是日本電視台總部所在地，為汐留「SIO-SITE」再開發計畫的構成建築之一。2004年2月29日，日本電視台總部從麴町分室遷入這座建築。 

## 歷史
日本電視台自開台後，總部一直位於千代田區麴町，但在新宿區新宿六丁目亦擁有一片面積約40,000平方米的土地。1987年，日本電視台曾提出在該地修建名為NTV廣場（NTVプラザ）的大型文化設施的構想。但因該地區在土地利用上屬於住宅地區，新宿區政府對這一計劃示有難色:88。加上1990年代初期日本泡沫經濟崩潰後不動產市況急速惡化，日本電視台的經營業績亦出現下降，這一計劃遂不了了之。隨後日本電視台內部出現利用這片土地修建新總部的意見，但因這片土地外形並不規則，且並不直接和大型道路鄰接，並被住宅包圍，作為公司總部使用存在困難:89。
同樣在1990年代，因國鐵分割民營化使得汐留站大片土地成為再開發對象。日本電視台時任社長氏家齊一郎決定在汐留的再開發地區購入面積近10,000平方米的土地，並在1997年對外公佈將把總部遷至汐留:89。日本電視台大廈在2000年1月12日舉辦了開工式，並在2002年決定命名為「日本電視台大廈」。2003年4月30日，日本電視台大廈舉辦了竣工式:4。

## 建築概要
日本電視台大廈地下有4層，地上有32層，塔樓有2層，高192.8米（算入鐵塔部分的話高207.8米）:81，建築理念是「超機能性」、「徹底排除無謂裝飾」:4。建築家理察·羅傑斯亦參與了日本電視台大廈的設計:4。建築四角將支柱露出，象徵天線塔，亦使得日本電視台大廈可以適用容積率緩和措施。2004年，日本電視台大廈獲得好設計獎。
日本電視台大廈的建築構造可分為高層和低層兩個部分。攝影棚及廣播設施集中於建築的15層以下的低層部分:4。辦公室部分則集中在15層以上。16層設有商店和餐廳，17層設有員工食堂，18層設有診所和牙醫診所。19層至24層曾外租給其他公司使用:81，但現在均由日本電視台的關聯企業入駐。日本電視台系列聯播網（NNN及NNS）的準核心局讀賣電視台的東京分公司也在2009年遷入日本電視台大廈。

## 攝影棚
日本電視台大廈設有10個攝影棚。面積較大的S1、S2攝影棚位於13至14層，主要用於製作綜藝節目。面積最大的是S1攝影棚的面積，近700平方米:81。S3、S4攝影棚則位於9至10層，主要用於製作帶狀的資訊節目:81。新聞節目專用攝影棚位於5層，和報道局相鄰，以實現24小時隨時可播出最新新聞的體制:4。15層的SKY1、SKY2攝影棚，以及最頂層32層的Tower Top攝影棚使用了玻璃外牆，可從攝影棚一覽東京都心景色:81。位於2層的My Studio（マイスタジオ），同樣可在節目收錄時看到攝影棚外的景色:81。0號攝影棚（ゼロスタジオ）獨立在日本電視台大廈的外側，由四根支柱支撐，除了入口的一面外，三面使用玻璃幕牆建造。

## 其他設施
日本電視台大廈的1層曾設有名為「汐留AX」的公開攝影棚，是日本電視台的活動場地SHIBUYA-AX的姊妹版，用於舉辦各類公開活動和演唱會。偶像團體SUPER☆GiRLS曾在這裡舉辦定期演唱會。在日本電視台大廈和其相鄰的汐留塔之間設有大屋頂廣場。日本電視台平日傍晚的新聞節目news every.在這裡播報天氣。日本電視台大廈地下1層及2層設有店鋪日視屋，銷售各種和日本電視台節目有關的商品。
由宮崎駿設計的日本電視台日本電視台大鐘位於日本電視台二層。這一大鐘由手工製作的銅板構成，高約12米，寬約18米。在平日進行5次，週末進行6次報時演出。

## 外部連結
- http://www.ntv.co.jp/shiodome/ （页面存档备份，存于） （日語）